# Slivnitsa (distrikt)
Slivnitsa (bulgariska: Сливница) är ett distrikt i Bulgarien.   Det ligger i kommunen Obsjtina Kresna och regionen Blagoevgrad, i den sydvästra delen av landet, 110 km söder om huvudstaden Sofia.
Omgivningarna runt Slivnitsa är en mosaik av jordbruksmark och naturlig växtlighet. Runt Slivnitsa är det glesbefolkat, med 15 invånare per kvadratkilometer.